# Xi Cygni

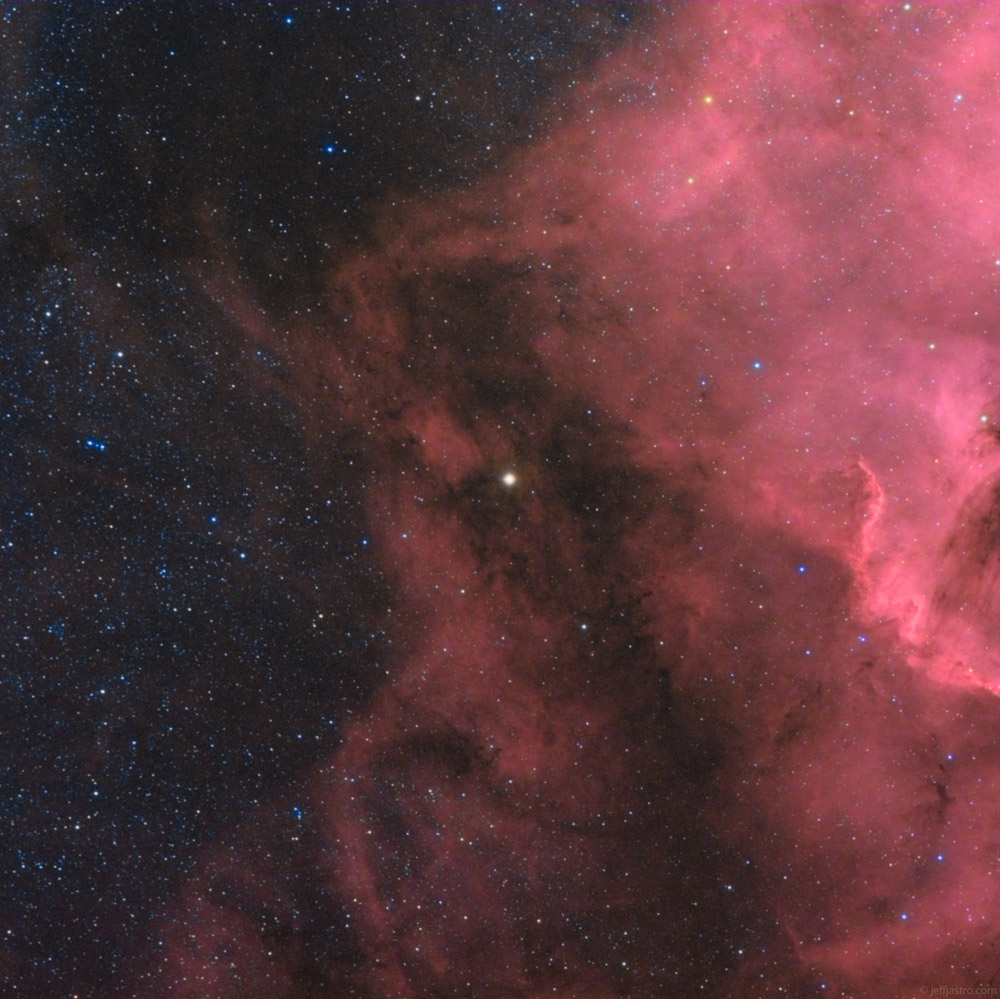
Xi Cygni

Xi Cygni (ξ Cyg / 62 Cygni / HD 200905) es una estrella de la constelación de Cygnus. Su magnitud aparente es +3,72, y se encuentra a aproximadamente 1200 años luz de distancia del sistema solar.
Xi Cygni es una supergigante naranja de tipo espectral K4.5 con una temperatura superficial de 4007 K. Con un radio 200 veces mayor que el del Sol, equivalente a 1 UA, si se hallase en el centro del sistema solar su superficie llegaría hasta la órbita terrestre. Su velocidad de rotación ha sido medida —alrededor de 3,4 km/s—, si bien éste es un límite inferior al desconocerse la inclinación de su eje de rotación respecto a la Tierra. Dado el enorme tamaño de la estrella, emplea al menos 8 años en completar una vuelta. Su abundancia en metales es baja, siendo su contenido en hierro —en relación con el hidrógeno— apenas un 35 % del solar. Es 9400 veces más luminosa que el Sol y su masa se estima entre 8 y 10 masas solares.
Habiendo comenzado su vida como una estrella de tipo B1 de la secuencia principal hace 30 millones de años, está ya próximo el término de sus días como una enana blanca masiva o explotando como una supernova, pues su masa está en el límite entre uno u otro desenlace.